# Kraví hora (Krkonoše)
Kraví hora (německy Kuhberg) je vrchol v České republice ležící v Krkonoších v severní části okresu Trutnov.

## Poloha
Kraví hora se nachází uprostřed roztroušené zástavby obce Malá Úpa ve východních Krkonoších. Je poněkud utopená mezi Lysečinskou horou na východě a Jelení horou na západě, které jsou přibližně o sto metrů vyšší. Přesto je masív Kraví hory téměř po celém obvodu poměrně jasně ohraničen okolními hluboce zaříznutými údolími. Pouze na severovýchodě na ní navazuje náhorní plošina, která ji propojuje s masívem Pomezního hřebenu. Od hraničního přechodu na Pomezních Boudách leží vrchol Kraví hory asi 3,5 km na jih.

## Vodstvo
Až na náhorní plošinu přiléhající k jejímu severovýchodnímu svahu je Kraví hora na všech stranách obtékána vodními toky tekoucími v hluboce zaříznutých údolích. Na západní straně se jedná o Malou Úpu, na severu o Rennerův potok, na východě pak o dnes bezejmenný potok dříve nesoucí německý název Plader Bach. Oba zmíněné potoky jsou levými přítoky Malé Úpy.

## Vegetace
Celý povrch hory býval pokryt smrkovou monokulturou. Vrcholové partie a některé části svahů byly v nedávné době vykáceny a nyní jsou pokryty zvolna zarůstajícími pasekami. Největší zbylý pás lesa se nachází na západním svahu.

## Komunikace
Dopravně jsou svahy Kraví hory pokryty systémem několika neveřejných vrstevnicových lesních cest různé kvality. Hlavní přístupová cesta k nim vede ze severovýchodu. Turistické trasy vrcholovými partiemi hory neprocházejí.

## Stavby
Prostor Kraví hory je prost významnějších staveb. V údolí, které z východu k hoře přiléhá, se nachází množství malebných krkonošských chalup. Severovýchodně od vrcholu bylo v osmdesátých letech vybudováno vedení vysokého napětí. Jeho výškově výrazné ocelové příhradové stožáry jsou pro okolní krajinu a výstavbu značně hyzdící.